# Poches de l'Atlantique
Les poches de l'Atlantique est le nom donné aux poches de résistance allemandes subsistantes sur le littoral ouest-européen lors de la Seconde Guerre mondiale, entre la fin de la  bataille de Normandie en août 1944, marquant le début de la libération de l'Europe du nord-ouest, et la capitulation du Troisième Reich en mai 1945.
Les Allemands avaient fortifié les grands ports des côtes Atlantique, de la Manche et de la mer du Nord pour empêcher les Alliés de disposer d'un tel port après leur débarquement. Ils s'y replieront face à l'avance alliée dans l'ouest de la France. Mais en septembre, ceux-ci ayant réussi à s'emparer de certaines de ces forteresses portuaires, ne jugeront alors plus nécessaire de prendre les autres, en assurant juste leur blocus et préférant concentrer leurs troupes vers une invasion rapide de l'Allemagne. À l'exception de la poche de Royan et de la pointe de Grave, prise principalement pour des raisons politiques par l'armée française en avril 1945, la reddition des poches s'est faite sans combat dans les jours suivants la capitulation allemande des 7 et 8 mai 1945.

## Création desFestungen, les forteresses portuaires en janvier 1944
Face à la dégradation de la situation sur le front de l'Est et à la menace d'un débarquement anglo-américain sur le front de l'Ouest, Hitler prenait, au début de l'année 1944, des mesures destinées à décourager les Alliés de lancer leur opération d'envergure en bloquant tous les grands ports de la côte de l'Europe de l'Ouest.
Il émet  la directive suivante le 19 janvier 1944 : 

« Le Führer ordonne : Dans le territoire placé sous les ordres du commandant général des forces armées du front de l'Ouest, les secteurs défensifs côtiers suivants sont désignés comme "festungen" :
- a) dans le secteur commandant des forces armées aux Pays-Bas : Ijmuiden et Hoek van Holland
- b) dans le secteur de la 15e armée : Dunkerque, Boulogne, Le Havre
- c) dans le secteur de la 7e armée : Cherbourg, Saint-Malo, Brest, Lorient et Saint-Nazaire
- d) dans le secteur de la 1re armée : les rives nord et sud de la Gironde [...]. »

— Jodl, Directive du 19 janvier 1944.
Ainsi ces Festungen (pluriel de Festung qui signifie forteresse en allemand), sont construites autour des principaux ports de la côte Atlantique, de la Manche et de la mer du Nord, renforçant les défenses déjà existantes avec le mur de l'Atlantique. Ces forteresses visaient à faire échouer le débarquement en empêchant les Alliés de disposer d'un port en eaux profondes, nécessaire pour approvisionner leurs troupes déjà débarquées.
Ces quatorze forteresses se répartissent ainsi, du nord-est au sud-ouest :
- deux sur le littoral néerlandais, IJmuiden et Hoek van Holland, bloquant l'accès aux ports de Rotterdam et d'Amsterdam ;
- six sur le littoral du nord de la France et de Normandie : Dunkerque, Calais, Boulogne-sur-Mer, Le Havre, Cherbourg,
- une  constituée des îles Anglo-Normandes dans la Manche occidentale ;
- deux sur la côte de Bretagne Nord :  Saint-Malo et  Brest ;
- cinq sur la côte Atlantique : Lorient, Saint-Nazaire, La Rochelle et l'ensemble constitué par Royan et la pointe de Grave  sur l'estuaire de la Gironde et bloquant l'accès au port de Bordeaux.

## Création des poches

### 6 juin 1944, la surprise du débarquement loin d'un port
Les Alliés surprennent les Allemands en choisissant de débarquer le 6 juin 1944 en Normandie, sur les côtes du Calvados et du sud-est du Cotentin, loin des ports trop fortifiés. Ils vont résoudre le problème du ravitaillement et du débarquement de matériels lourds et de ravitaillement dans les premières semaines de combat, en installant deux ports artificiels, les ports Mulberry, sur les côtes conquises mais surtout par une très grande capacité de débarquement à même les plages. Et moins de trois semaines après le débarquement, le 27 juin, ils s'emparent de Cherbourg et de son port, par la terre, bien aidés par les ordres incohérents d'Hitler pour sa défense. La première festung allemande est tombée. Le port bien que saboté par les Allemands, est remis en fonction partiellement dès mi-juillet.

### Prise desfestungende Saint-Malo et de Brest
Après la percée d'Avranches, les Américains pénètrent en Bretagne début août et verrouillent rapidement les approches de Saint-Malo, Brest, Lorient et Saint-Nazaire. Mais ils tardent à tenter rapidement à s'en emparer, la priorité alliée étant donnée alors à la fermeture de la poche de Falaise et à la progression vers l'est. Ce délai permet aux troupes allemandes qui s'y sont repliées d'organiser au mieux leur défense et de rendre leur prise plus difficile.
Saint-Malo est libérée le 17 août mais son accès portuaire ne sera possible qu'après la fin, le 8 septembre, de la  longue résistance allemande sur l'île côtière de Cézembre. Brest est libérée le 19 septembre 1944 après plusieurs semaines de longs et durs combats entrainant la destruction de la ville et du port et des pertes importantes parmi les troupes américaines.

### Directive allemande du 17 août 1944: d'illusoires nouvellesfestungen
À la suite du débarquement de Provence et de la rapide progression des troupes américaines et françaises dans le sud-est et dans le couloir rhodanien, une directive d'Hitler ordonne l'évacuation du sud-ouest de la France et de transformer Marseille, Toulon, Bayonne, Biarritz et Saint-Jean-de-Luz en festungen. Mais cette directive ne pourra être mise ne œuvre car moins de 15 jours après son émission, les ports de Toulon et de Marseille sont déjà pris par les Alliés et aucun soldat allemand n'est resté sur la côte basque.

### Directive allemande du 4 septembre 1944
Devant la progression rapide alliée au nord-ouest et au sud de la France, Hitler émet une nouvelle directive le 4 septembre 1944 pour défendre les forteresses du littoral nord de la France et le littoral belge, principalement pour bloquer le grand port d'Anvers: 

« Vu la percée des forces blindées de l'ennemi en direction d'Anvers, il est devenu très important pour la poursuite de la guerre de tenir [...] les forteresses de Boulogne et de Dunkerque, la zone de défense de Calais, l'île de Walcheren avec le port de Vlissingen, la tête de pont d'Anvers et la position du canal Albert jusqu'à Maëstricht [...]. La puissance défensive des forteresses devra être accrue au moyen d'approvisionnements supplémentaires de munitions prélevés sur la 15e armée, en particulier des munitions antichars [...]. »

— Directive du 4 septembre 1944.

### Décision alliée du 7 septembre de ne pas attaquer les poches atlantiques restantes
Le commandement allié décide le 7 septembre de se limiter à faire le siège des autres forteresses côtières allemandes de la façade atlantique et de celle de Dunkerque. La prise de Saint-Malo et surtout celle de Brest ont immobilisé trop longuement des troupes américaines à l'ouest et entrainé de trop grosses pertes parmi elles. Et la donne stratégique a changé : la montée en puissance du port de Cherbourg, l'attaque programmée dans les jours suivants de celle du Havre pour libérer la Seine, la prise du port d'Anvers (même si son débouché sur la mer du Nord, les bouches de l'Escaut,  ne sont pas encore libérées) et la prise des ports de Toulon et de Marseille rapidement après le débarquement de Provence ouvrant l'axe Rhône-Saône, permettent aux Alliés d'envisager la fin du goulot d'étranglement portuaire du ravitaillement du front.
De plus la progression rapide de ce front vers le nord-est rend beaucoup moins pertinent la prise des ports de la façade atlantique. À l'exception des petites poches de Calais et de Dieppe, prises en septembre car elles pouvaient menacer les flux logistiques dans le nord de la France, les Alliés se contenteront alors de faire le blocus des autres forteresses, de ce qui sera appelé alors les poches de l'Atlantique.
Ce blocus sur les poches de la façade atlantique sera principalement assuré en France par des résistants FFI, endivisionnés alors dans l'armée française de la Libération avec quelques troupes américaines.

## Lesfestungenprises

### Festungenlibérées avant octobre 1944

#### Cherbourg
Dès le débarquement, la prise du port de Cherbourg est un objectif des Alliés. Ils choisissent d'ailleurs de rajouter la plage d'Utah Beach, dans le sud-est du Cotentin comme plage de débarquement pour faciliter cette prise. Dès le 17 juin 1944, deux semaines après le jour J, le nord du Cotentin est isolé par les Américains  du reste du front et ne peut plus être réapprovisionné par les Allemands.
L'avance alliée va être facilitée par les ordres incohérents d'Hitler, qui s'oppose à ses généraux qui préconisent un retrait rapide dans la festung Cherbourg. Hitler interdit d'abord tout repli de ses troupes, leur ordonnant de défendre leurs positions, puis il accepte finalement un repli mais sur une ligne non tenable, trop au sud de Cherbourg.
La poche est libérée après  une bataille qui dure du 6 juin au 30 juin 1944.

#### Saint-Malo
La poche de Saint-Malo est libérée le 14 août 1944, après 11 jours de combats provoquant la destruction de la vieille ville. La garnison allemande de Cézembre, une île au large de la cité malouine, ne se rendra que le 2 septembre après 3 semaines d'intenses bombardements.

#### Brest
Le VIIIe corps d'armée des États-Unis du  général Troy Middleton encercle la ville et la prend d'assaut. Mais les combats sont extrêmement difficiles, car les troupes allemandes sont bien retranchées et composées en partie de Fallschirmjäger, des parachutistes d'élite du général Hermann-Bernhard Ramcke qui vont défendre âprement leurs positions malgré les intenses bombardements aériens et terrestres américains. Ce n'est qu'après un mois et demi de combats, du 7 août au 19 septembre 1944, une ville rasée, un port largement détruit et saboté et des pertes importantes parmi les troupes américaines que la poche est libérée. Les Alliés ont à ce moment déjà libéré Paris et Bruxelles.

#### Le Havre
La poche est libérée par les forces canadiennes et britanniques le 12 septembre 1944 après trois jours de bombardement aérien et maritime. Le Havre était considérée comme l'une des plus solides fortifications du mur de l'Atlantique. La ville et son port sont très largement détruits avec des pertes importantes, plus de 5000 tués parmi la population civile.

#### Boulogne-sur-Mer
La poche est libérée après une bataille qui dure du 17 au 22 septembre 1944 menée par les forces canadiennes et britanniques.

#### Calais
La poche de Calais est libérée le 30 septembre 1944 par la 3e division canadienne.

## Les poches de l'Atlantique à partir d'octobre 1944
À l'exception de la poche de Royan et de la pointe de Grave, libérée par les forces françaises en avril 1945 plus pour des raisons politiques que par nécessité stratégique, les autres poches allemandes ne se rendront qu'à la capitulation du Troisième Reich en mai 1945. Les troupes allemandes n'avaient pas la capacité pour mener de grandes offensives, ni terrestres, ni maritimes d'autant que dès le début de constitution des poches, les sous-marins allemands, les U-Boot ont été évacués vers les bases en Norvège.
Le commandement allié va y consacrer un minimum de troupes. Une division d'infanterie américaine (la 94e, remplacée ensuite par la 66e) pour bloquer les poches de Lorient et Saint-Nazaire et des troupes françaises largement improvisées composées de FFI endivisionné dans l'Armée française de la Libération et quelques troupes coloniales pour les autres poches atlantiques, renforcé un temps par la 2e DB française.
La poche de Dunkerque constitue une exception. Les forces françaises sont minoritaires et le blocus est assuré par d'abord par des troupes canadiennes, remplacée à partir d'octobre par des troupes tchécoslovaques.
Ainsi fin novembre 1944, les forces alliées face aux poches allemandes sont de 20 000 soldats américains, 5 000 soldats des troupes coloniales françaises d'Afrique du Nord et 65 000 ex-FFI contre 100 000 soldats allemands. Un ratio de 1 soldat allié contre 4 soldats allemands largement favorable aux Alliés et qui déjoue le plan hitlérien qui espérait aussi immobiliser d'importantes troupes alliées avec ses forteresses portuaires.
En l'absence de grands combats mais avec néanmoins de nombreux accrochages, des raids de petite envergure de part et d'autre aux alentours pendant ces mois de blocus avec des trêves ponctuelles, cette période sera comparée localement à la Drôle de guerre connue sur le front lors des premiers mois du conflit entre septembre 1939 et mai 1940.

### Une poche libérée en avril 1945: Royan et de la pointe de Grave
Dès la constitution de ces poches, elles deviennent un objectif politique pour le général de Gaulle, alors président du nouveau gouvernement provisoire de la République française, constitué en juin. Il cherche ainsi à démontrer la souveraineté de la France vis à vis des puissances anglo-saxonnes tout en voulant contenter le puissant Parti communiste français, membre du gouvernement provisoire et qui souhaite une prise rapide des poches.
Le 18 septembre, lors d'une visite à Saintes, libérée 15 jours plus tôt, De Gaulle envisage l'opération Indépendance, pour libérer l'accès au port de Bordeaux. Mais les forces françaises restant placées sous le commandement allié, il n'a pas les mains libres et a également besoin du soutien maritime et aérien allié pour une telle opération. Il crée un commandement des Forces françaises de l'Ouest (FFO), placées sous le commandement du général Edgard de Larminat. L'opération Indépendance engagerait deux divisions françaises pour dégager l'estuaire de la Gironde puis la poche de La Rochelle. Mais le commandement allié ne donne son accord que pour le premier. L'opération, envisagée en décembre 1944 puis en janvier 1945, est reportée à cause de l'offensive allemande dans les Ardennes.
En mars 1945, le SHAEF donne son accord pour l'opération rebaptisée Vénérable, l'assaut est mené le mois suivant, du 14 au 20 avril par les troupes françaises, avec le soutien aérien américain, alors qu'à cette période, les troupes alliées ont déjà commencé à largement envahir le Reich allemand dont la fin est proche. Les combats provoqueront la destruction de Royan et feront plusieurs centaines de tués.

### Dunkerque
Le blocus de la poche est assuré principalement par des troupes canadiennes. Elles sont relevées en octobre 1944 par la brigade blindée tchécoslovaque commandée par le général Alois Liška. Les forces françaises de 1180 hommes ce mois là passeront à 4800 hommes en avril 1945. Les troupes alliées font face à 12 000 soldats allemands commandés par l'amiral Friedrich Frisius. La forteresse se rend le 9 mai 1945 au lendemain de la capitulation du Reich.

## Bilan
Selon l'historien Stéphane Weiss, l'idée allemande de forteresses portuaires n'est pas absurde mais elle ne réussit que partiellement. Dans les premières semaines suivant le débarquement de Normandie, avec les deux ports artificiels et leur grande capacité de débarquement directement sur les plages, les Alliés arrivent à se passer de port. Ensuite la prise rapide du port de Cherbourg et sa remise assez rapide en état de fonctionnement même partiel rend alors le pari hitlérien en grande partie perdu. Le maintien de ces poches par Hitler conduisent a immobiliser plus de 100 000 soldats allemands contre seulement 25 000 soldats alliés (en ne comptant pas les FFI).